# Felsenburg Falkenštejn
Die Felsenburg Falkenštejn, auch Sokolí (deutsch Falkenstein) liegt in der Böhmischen Schweiz bei Jetřichovice (Dittersbach). Von der mittelalterlichen Felsenburg sind heute nur noch wenige Reste erhalten. Erhalten ist ein größerer ausgemeißelter Raum und zahlreiche Balkenlager der früheren hölzernen Aufbauten. Bemerkenswert ist der in einem Felsspalt gelegene einst 25 Meter tiefe Brunnen.

## Geschichte
Über die Geschichte der Burg ist nur wenig bekannt. Archäologische Funde weisen auf eine Nutzung des Felsens bereits seit Ende des 13. Jahrhunderts hin. Bekannt ist, dass Burggraf Mikeš Blejketa im 13./14. Jahrhundert die Burg als Stützpunkt für seine Raubzüge genutzt hat. Seit 1406 befand sich die Burg im Besitz des Adelsgeschlechts der Berka von Dubá, 1423 diente sie als Sitz von Johanns Berka von Dauba, wenig später wohnte hier sein Bruder Heinrich Berka von Dauba.
Schon seit 1420 waren die Mitglieder der Burgbesatzung auch als Raubritter aktiv. Während der Hussitenkriege war der Falkenstein Ausgangspunkt für Beutezüge in die Oberlausitz (laut Überlieferungen von 1427 und 1430). 1428 gelangte die Burg in den Besitz von Siegmund von Wartenberg auf Tetschen. Aus dem Jahr 1430 wird von weiteren Raubzügen der Burgbesatzung in die Lausitz berichtet.
Nach 1430 brechen die Überlieferungen zur Burg ab. Es wird vermutet, dass die Anlage im Zuge der Hussitenkriege zerstört wurde. Möglicherweise übernahm auch die benachbarte Felsenburg Schauenstein die Rolle und Funktion von Falkenštejn. Zwar wurde Falkenštejn 1457/1460 bei Erbansprüchen nochmals erwähnt, die baulichen Reste verfielen aber in den kommenden Jahrzehnten, einzig die in den Sandstein eingehauenen Räume blieben erhalten.
Nach anderen Angaben wurde die Burg Falkenštejn noch über 1430 hinaus genutzt und 1444 durch den Oberlausitzer Sechsstädtebund belagert und zerstört. Die Herren von Wartenberg verzichteten auf einen Wiederaufbau, da sie die Stadt Česká Kamenice als Stammsitz nutzten.
Im Zuge der Romantik des 19. Jahrhunderts und der damit verbundenen touristischen Erschließung der Böhmischen Schweiz wurde der Falkenštejn als Ausflugsort wiederentdeckt. Unter der Initiative von Fürstin Wilhelmine Kinsky erfolgte die Zugänglichmachung des Burgfelsens, der sich zu einem beliebten Ausflugsziel entwickelte. Bis heute blieben nur einige tief in den Felsen eingehauene Räume erhalten. Besonders eindrucksvoll ist ein rund 25 Meter tiefer Felsspalt, der sich durch den gesamten Felsen zieht.
Im Herbst 2017 begann eine vollständige Erneuerung der Zugangswege zur Burg, da die alten Wege durch die fortschreitende Tritterosion im Sandstein immer schwerer begehbar wurden. Die Arbeiten wurden 2018 abgeschlossen.

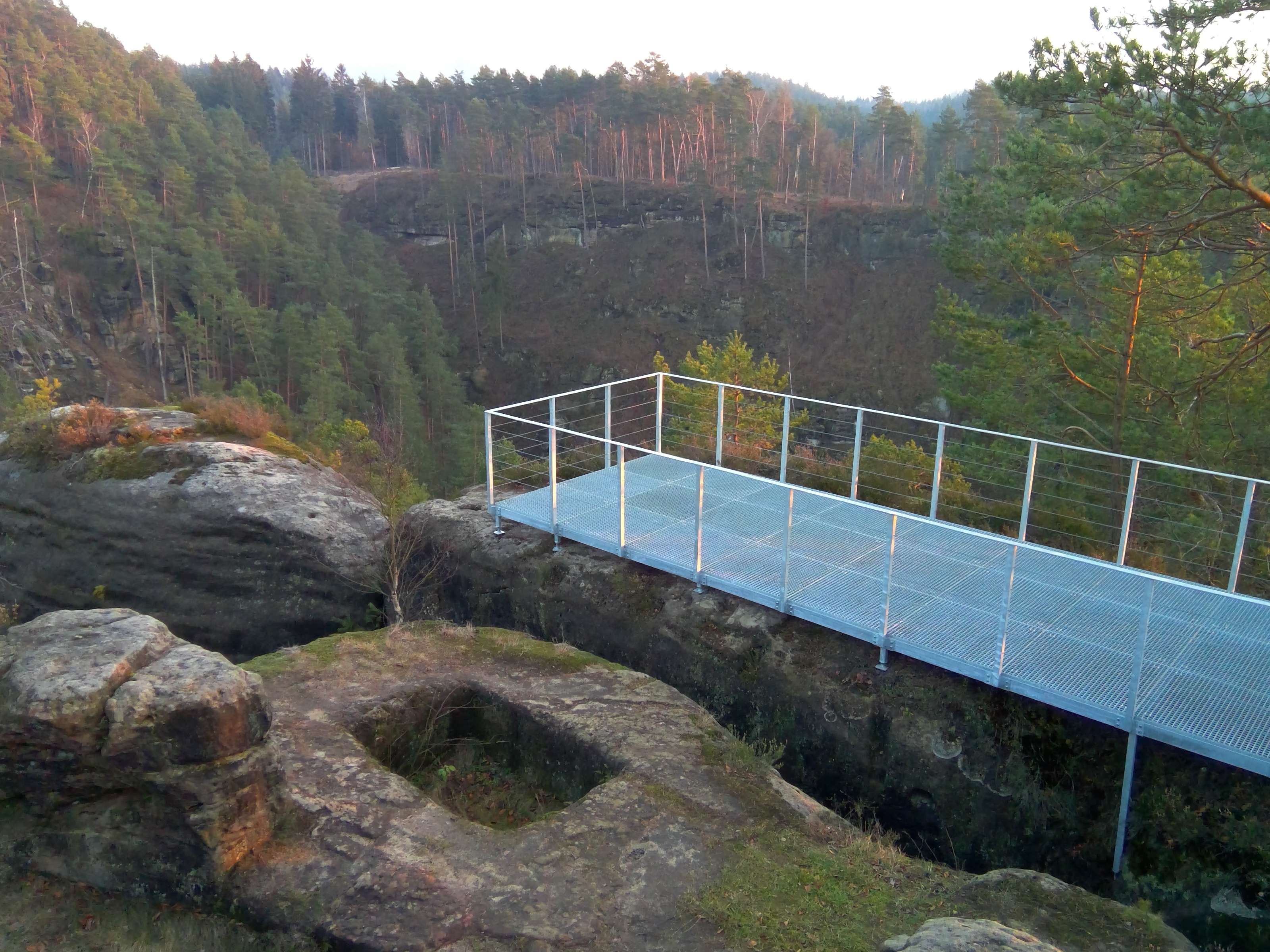
Aussichtsplattform
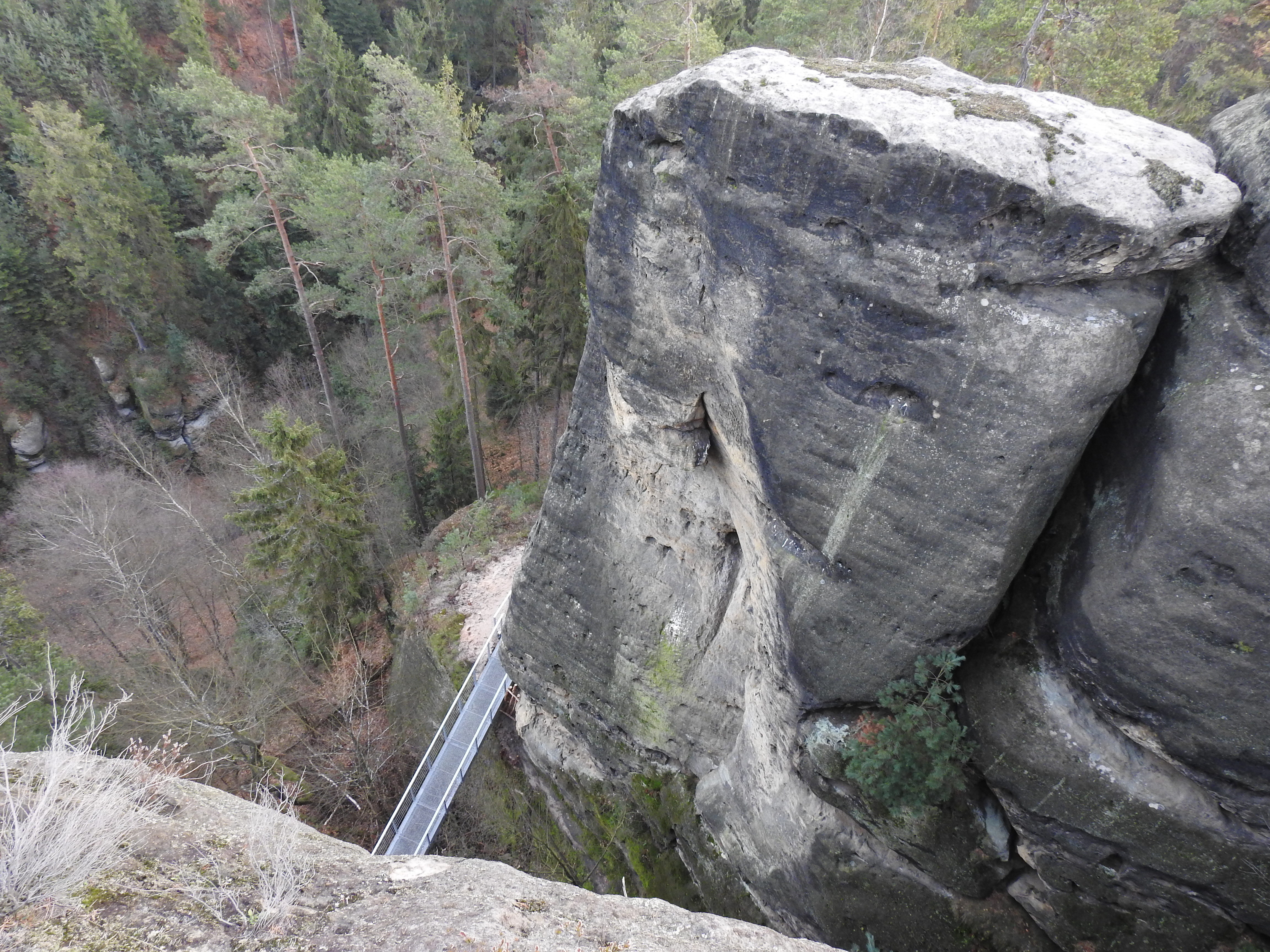
Blick nach Osten.
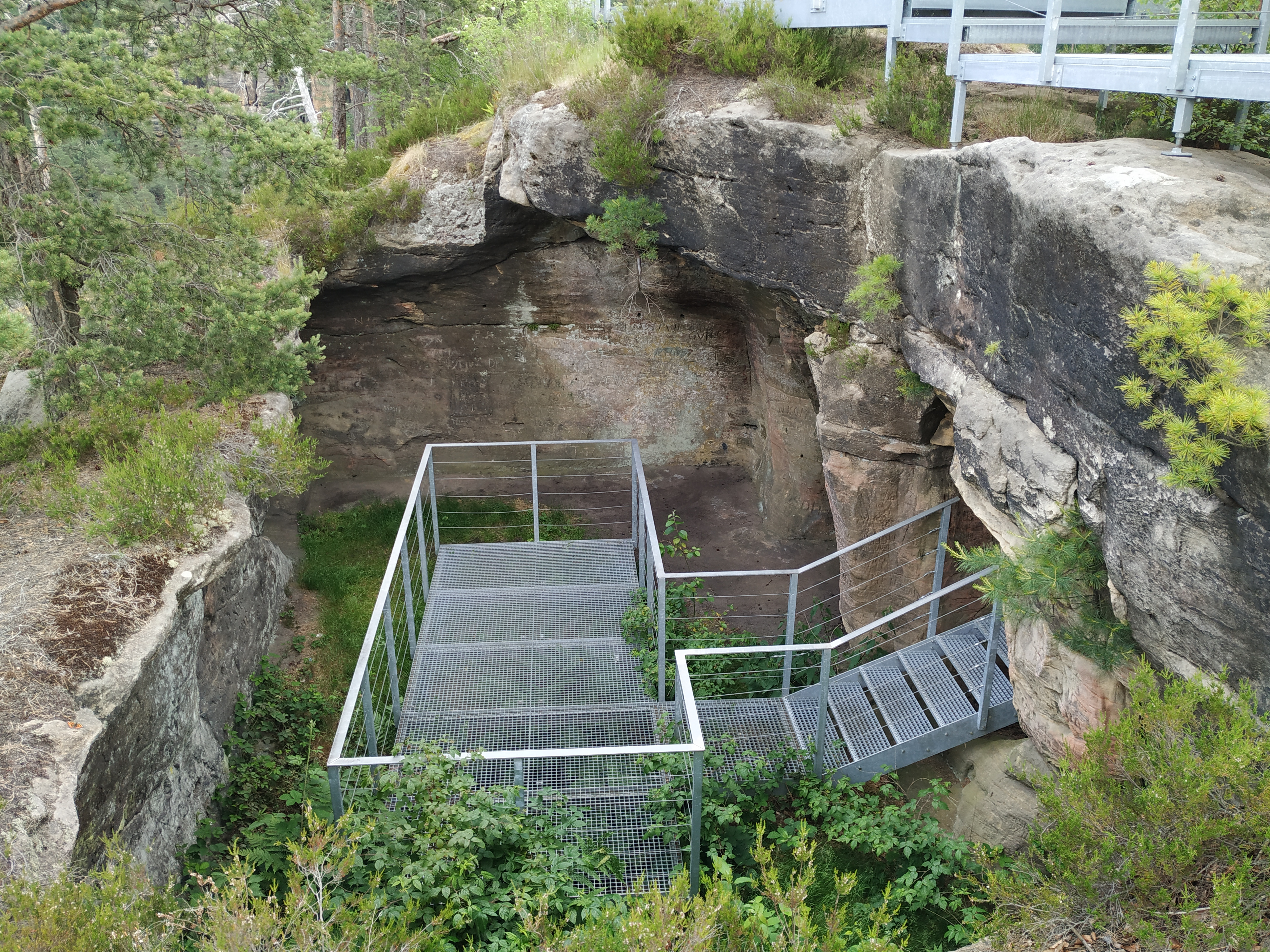
Burgkammer
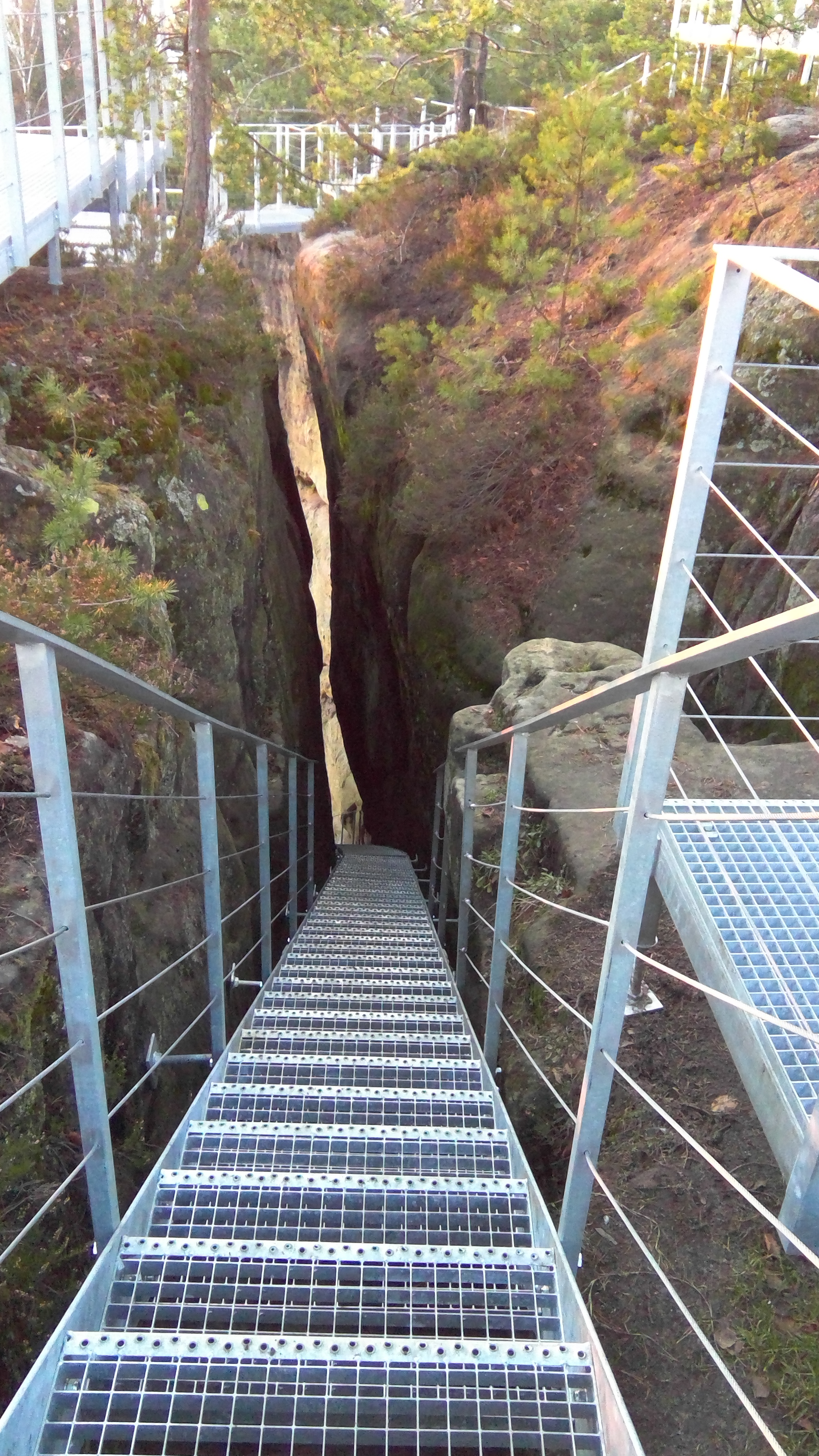
Treppenabgang
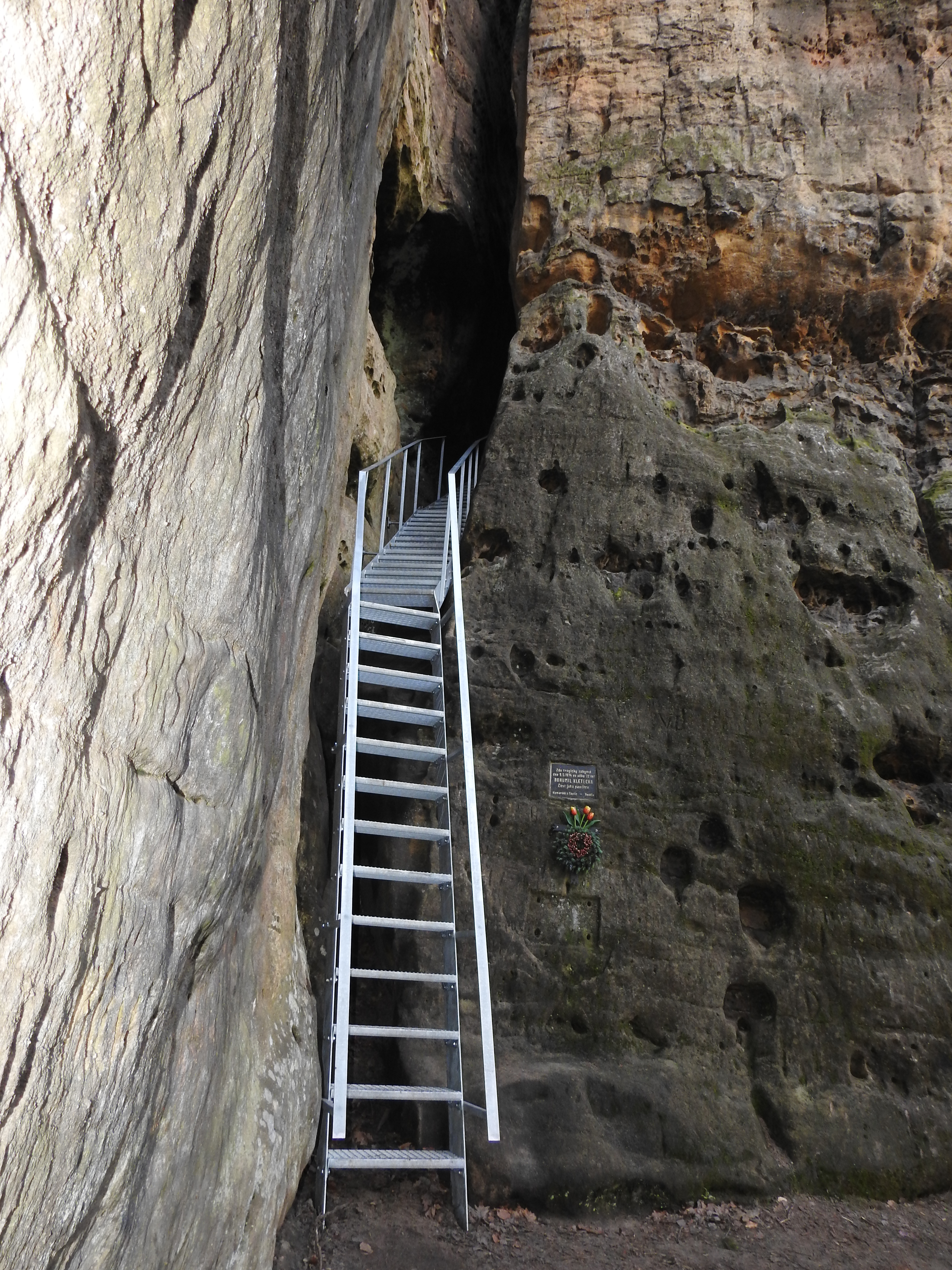
Treppenaufgang
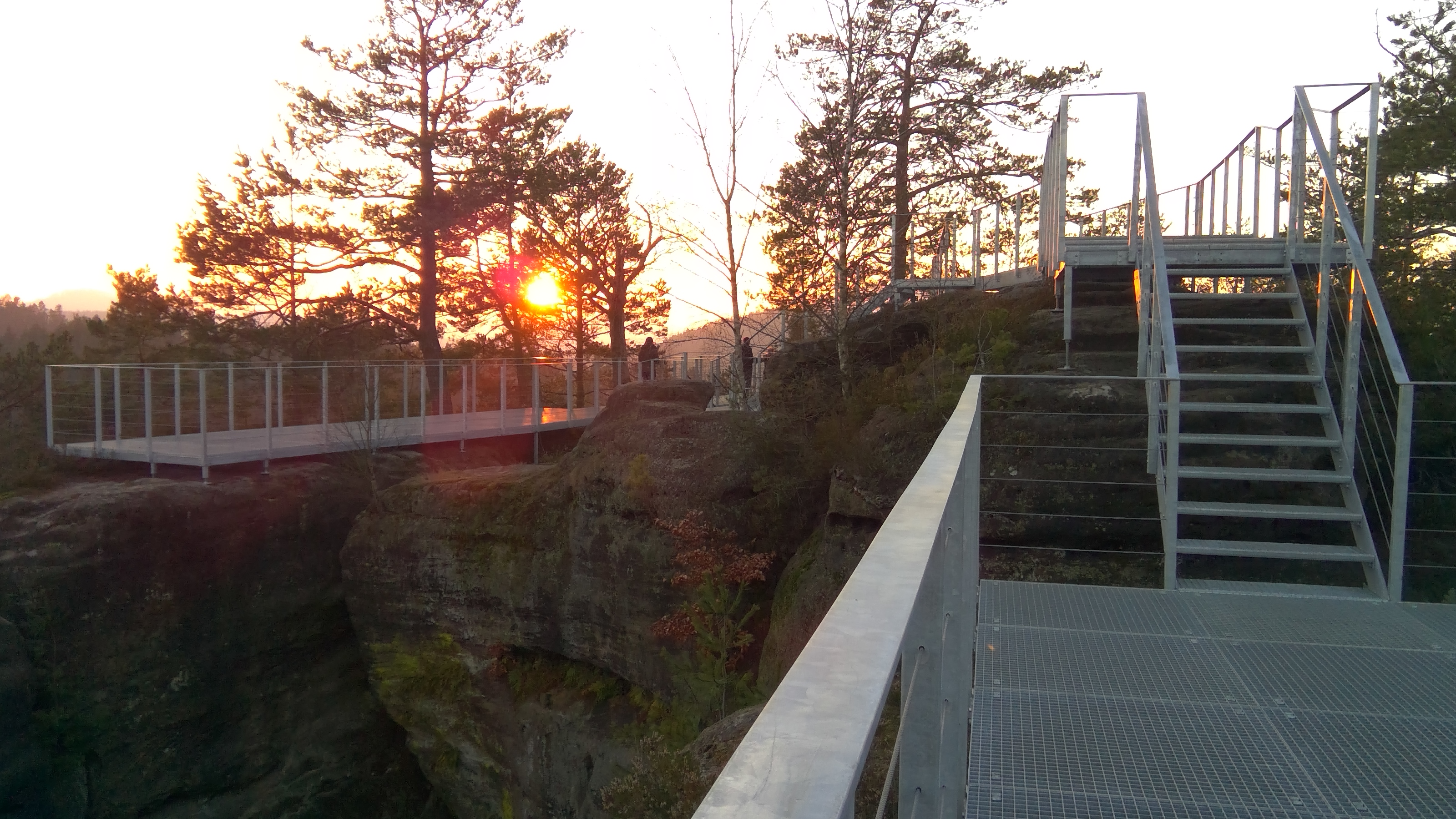
Auf der Felsenburg